# Marathrum elatum
Marathrum elatum är en flockblommig växtart som beskrevs av Heinrich Friedrich Link. Marathrum elatum ingår i släktet Marathrum och familjen flockblommiga växter. Inga underarter finns listade i Catalogue of Life.